# GOLGA8B
GOLGA8B‏ (Golgin A8 family member B) هوَ بروتين يُشَفر بواسطة جين GOLGA8B في الإنسان.